# 野口元郎
野口 元郎（のぐち もとお、1961年4月 - )は、日本の弁護士。裁判官。国際刑事裁判所の被害者信託基金の日本人裁判官兼理事長を歴任した。

## 人物
1961年4月、東京都に生まれる。武蔵高等学校卒業後、東京大学法学部に進学し、司法試験合格。卒業後、最高裁判所司法研修所修了（37期）
1985年4月に検事任官。東京、富山、前橋、福島各地方検察庁検事を歴任。
1992年8月から1年間、ワシントン大学ロースクール・客員研究員。
1996年4月法務省法務総合研究所・教官
2000年アジア開発銀行・法務部弁護士（フィリピン・マニラ出向）
2004年4月東京地方検察庁八王子支部検事
2004年6月国連アジア極東犯罪防止研修所・教官
2006年5月、カンボジア特別法廷・最高裁判部国連判事就任。（2012年7月まで）
2012年12月　国際刑事裁判所・被害者信託基金理事長（オランダ・ハーグ兼務、2018年12月まで）
2014年4月　最高検察庁検事
2018年4月　最高検察庁検事兼外務省国際司法協力担当大使（2020年3月まで）
2019年7月　国際刑事裁判所・検察官選任委員会・専門家パネルメンバー（オランダ・ハーグ兼務）
2020年4月　弁護士登録

## 経歴
- 日本の検察官 (1985-1996)
- 法務省総合研究所教授（1996年～2000年）
- アジア開発銀行の法務顧問室の弁護士 (2000-2004)
- UNAFEI 教授 (2004-2012)
- カンボジア裁判所臨時裁判部最高裁判事国際判事 (ECCC, 2006-2012)